# SG-43重機関銃
SG-43重機関銃は、7.62x54mmR弾を使用するソビエト連邦製の重機関銃である。

## 概要

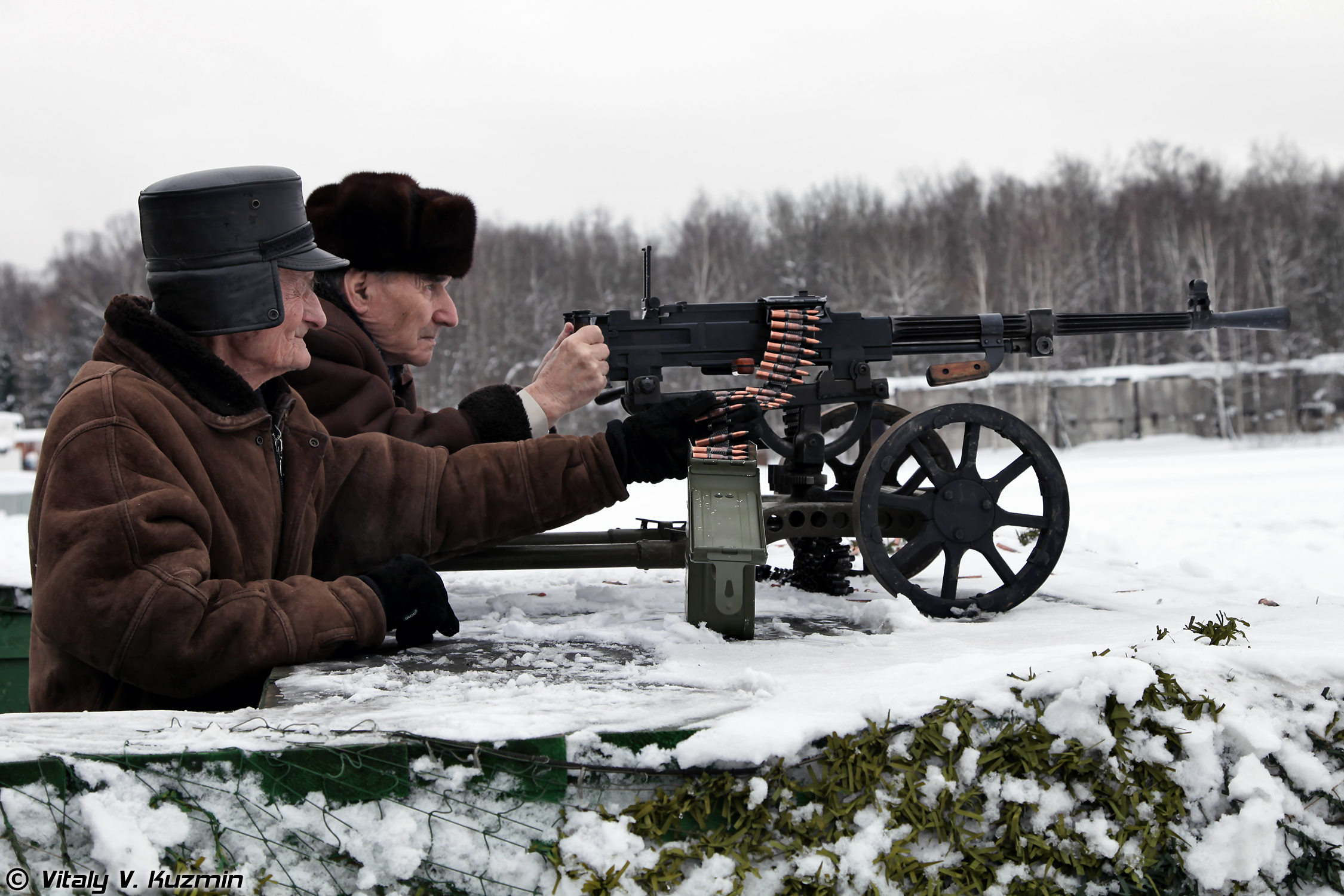
SGMを射撃する2人組み

派生型この機関銃はPM1910重機関銃の後継として、第二次世界大戦中の1943年にゴリューノフの手により開発された空冷式重機関銃で、PM1910用の車輪付銃架や三脚もしくは装甲戦闘車両に搭載して使用する。PM1910重機関銃を置き換えるべき新機関銃としては、すでにデグチャレフが設計したDS-39重機関銃が採用されていたが、信頼性に難があるため1941年に製造中止になったという経緯がある。

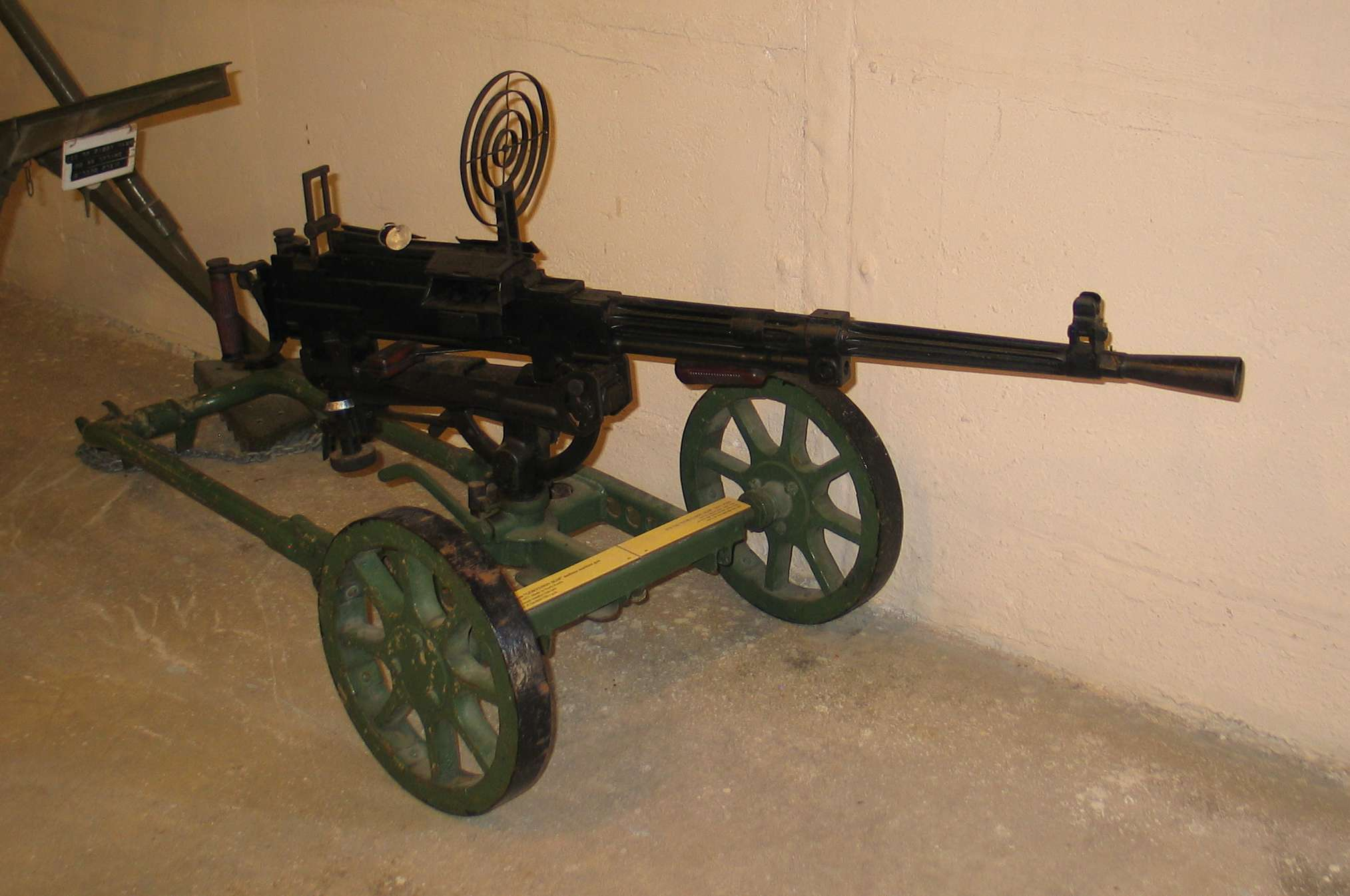
車輪付銃架に搭載したSGM

SGM
SG-43の改良型。冷却性能を上げるため、銃身の外周に軸線と平行したリブが追加された。またコッキングハンドルの位置が、銃本体の後端下側から右側面へ移された。
SGMT
戦車の同軸機銃など、装甲戦闘車両の内部に搭載するために開発された改良型。T-54/55戦車などに搭載されている。

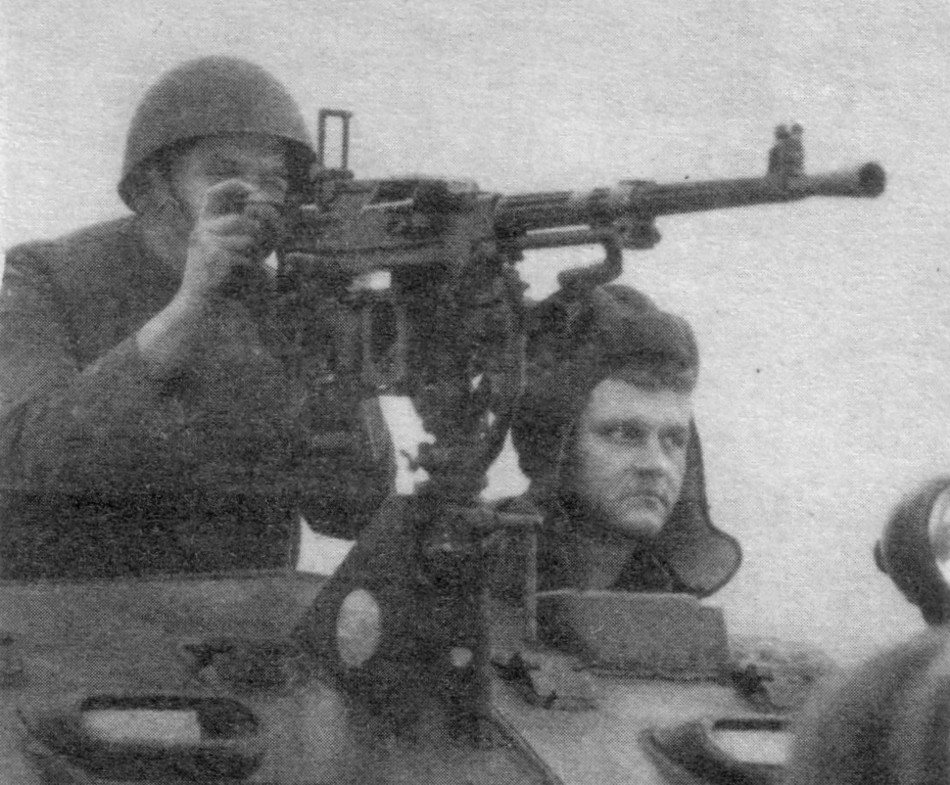
SGMB
こちらも軍用車両に搭載する派生型であるが、上記のSGMTが「内部」に搭載するのに対し、こちらはキューポラなどの「外部」に装着して運用する。BTR-152装甲兵員輸送車などに装備されている。

## 運用
この機関銃は、中国や東ヨーロッパ諸国でライセンス生産され、朝鮮戦争では朝鮮人民軍や中国人民志願軍が使用し、ベトナム戦争でもベトナム人民軍や南ベトナム民族解放戦線が運用した。また、モザンビーク独立戦争ではモザンビーク解放戦線が使用した。
なお、ソビエト連邦軍では1961年からPK汎用機関銃に置き換えられて退役していった。